# Idaea rubescens
Idaea rubescens là một loài bướm đêm trong họ Geometridae.